# Saint-Paul-la-Roche

Saint-Paul-la-Roche este o comună în departamentul Dordogne din sud-vestul Franței. În 2009 avea o populație de 512 de locuitori.

## Evoluția populației
| An        | 1975 | 1982 | 1990 | 1999 | 2006 | 2009 |
| --------- | ---- | ---- | ---- | ---- | ---- | ---- |
| Populație | 616  | 591  | 555  | 551  | 524  | 512  |